# ジェームズ・レイ
ジェームズ・レイ（James Lay、1993年12月16日 - ）は、スーパーラグビー・パシフィック、モアナ・パシフィカに所属するラグビーユニオン選手でチームの主将。

## プロフィール
- サモア・モトオチュア出身。
- ポジションはプロップ(PR)。
- 身長 180cm、体重 118kg
- 兄のジョーダンもラグビー選手[1]。
- サモア代表キャップは12（2020年5月現在）でワールドカップ2019・ワールドカップ2023のサモア代表に選ばれた[2]。

## 略歴
オークランド、ベイ・オブ・プレンティを経て、2017年、ブリストル・ベアーズに加入。
2020年、ブルーズに加入。
2023年、モアナ・パシフィカに加入。
2024年、モアナ・パシフィカの主将に就任。